# 난다코트산
난다코트산(Nanda Kot)은 인도 북부 네팔과의 국경 근처에 위치한 해발 6,861m의 산이다. 바로 북쪽에 7,817m의 난다데비 산이 있다